# Lijst van films (2010-2019)
Dit is een lijst van films uit de periode 2010-2019.
Rond het jaar 2010 worden 3D-films populair.
Er is ook een trend zichtbaar van intelligente techno-thriller-sciencefictionfilms, zoals Inception, The Adjustment Bureau, Limitless, Source Code en Looper.

## 0-9
- The 9th Life of Louis Drax (2016)
- 12 Years a Slave (2013)
- 13 (2010)
- 127 Hours (2010)
- 1917 (2019)
- 20th Century Women (2016)
- 21 Jump Street (2012)
- 22 Jump Street (2014)
- 300: Rise of an Empire (2014)
- 45 Years (2015)
- 50/50 (2011)
- '71 (2014)

## A
- Aanmodderfakker (2014)
- About Time (2013)
- El abrazo de la serpiente (2015)
- The Act of Killing (2012)
- Ad Astra (2019)
- The Addams Family (2019)
- The Adjustment Bureau (2011)
- The Adventures of Tintin: The Secret of the Unicorn (2011)
- The Aeronauts (2019)
- Ain't Them Bodies Saints (2013)
- Aladdin (2019)
- Albert Nobbs (2011)
- Alice in Wonderland (2016)
- Alice Through the Looking Glass (2013)
- Alita: Battle Angel (2019)
- All Is Lost (2013)
- All the Money in the World (2017)
- Alpha and Omega (2010)
- Alvin and the Chipmunks: Chipwrecked (2011)
- The Amazing Spider-Man (2012)
- The Amazing Spider-Man 2 (2014)
- American Hustle (2013)
- American Sniper (2014)
- Amour (2012)
- Amsterdam Heavy (2011)
- Amy (2015)
- Anchorman 2: The Legend Continues (2013)
- The Angry Birds Movie (2016)
- Animal Kingdom (2010)
- Anna Karenina (2012)
- Annabelle Comes Home (2019)
- Anomalisa (2015)
- Another Earth (2011)
- Another Year (2010)
- Ant-Man (2015)
- Ant-Man and the Wasp (2018)
- Aquaman (2018)
- Arbitrage (2012)
- D'Ardennen (2015)
- Argo (2012)
- Arrietty the Borrower (2010)
- Arrival (2016)
- Arthur Christmas (2011)
- The Artist (2011)
- At Eternity's Gate (2018)
- August: Osage County (2013)
- The Avengers (2012)
- Avengers: Age of Ultron (2015)
- Avengers: Infinity War (2018)
- Avengers: Endgame (2019)

## B
- Baby Driver (2017)
- Bacurau (2019)
- Bad Education (2019)
- Bad Fucking (2013)
- Bad Neighbours (2014)
- Bad Teacher (2011)
- The Ballad of Buster Scruggs (2018)
- Bankier van het verzet (2018)
- Barney's Version (2010)
- Batman v Superman: Dawn of Justice (2016)
- Battle of the Sexes (2017)
- Beastly (2010)
- Beasts of the Southern Wild (2012)
- Beautiful Boy (2018)
- A Beautiful Day in the Neighborhood (2019)
- Beauty and the Beast (2017)
- Begin Again (2013)
- The Best Exotic Marigold Hotel (2012)
- Big Hero 6 (2014)
- The Big Short (2015)
- The Big Sick (2017)
- Bilched (2019)
- Birdman or (The Unexpected Virtue of Ignorance) (2014)
- Biutiful (2010)
- Black Butterflies (2011)
- Black Mass (2015)
- Black Panther (2018)
- Black Swan (2010)
- BlacKkKlansman (2018)
- Blade Runner 2049 (2017)
- Blancanieves (2012)
- Bloed, zweet & tranen (2015)
- Blue Jasmine (2013)
- Bo (2010)
- Bohemian Rhapsody (2018)
- Bombshell (2019)
- The Book of Life (2014)
- Borgman (2013)
- The Boss Baby (2017)
- The Bourne Legacy (2012)
- The Boxtrolls (2014)
- Boy 7 (2015)
- Boychoir (2014)
- Boyhood (2014)
- Brammetje Baas (2012)
- Brave (2012)
- The Breadwinner (2017)
- Bridesmaids (2011)
- Bridge of Spies (2015)
- Brigsby Bear (2017)
- Brimstone (2016)
- The Broken Circle Breakdown (2012)
- Brooklyn (2015)
- Bumblebee (2018)
- Buried (2010)
- Burlesque (2010)
- Burning (2018)
- The Butler (2013)

## C
- The Cabin in the Woods (2012)
- Cafarnaúm (2018)
- Caged (2010)
- Call Me by Your Name (2017)
- El Camino: A Breaking Bad Movie (2019)
- Camp Rock 2: The Final Jam (2010)
- Can You Ever Forgive Me? (2018)
- Captain America: The First Avenger (2011)
- Captain America: The Winter Soldier (2014)
- Captain America: Civil War (2016)
- Captain Fantastic (2016)
- Captain Marvel (2019)
- Captain Phillips (2013)
- Captain Underpants: The First Epic Movie (2017)
- Carol (2015)
- Cars 2 (2011)
- Cars 3 (2017)
- Cats (2019)
- Cedar Rapids (2011)
- Central Intelligence (2016)
- Christopher Robin (2018)
- The Chronicles of Narnia: The Voyage of the Dawn Treader (2010)
- Cinderella (2015)
- Citizenfour (2014)
- City of Bones (2013)
- Clash of the Titans (2010)
- Cloud Atlas (2012)
- Cloudy with a Chance of Meatballs 2 (2013)
- Coco (2017)
- The Company Men (2010)
- The Conjuring (2013)
- The Conjuring 2 (2016)
- Cop Car (2015)
- Cowboys & Aliens (2011)
- Crawl (2019)
- Crazy Rich Asians (2018)
- Creed (2015)
- Creed II (2018)
- The Croods (2013)

## D
- Daddy's Home (2015)
- Daddy's Home 2 (2017)
- Dallas Buyers Club (2013)
- The Danish Girl (2015)
- Dark Phoenix (2019)
- The Dark Knight Rises (2012)
- Darkest Hour (2017)
- Dawn of the Planet of the Apes (2014)
- Deadpool (2016)
- Deadpool 2 (2018)
- Dear John (2010)
- Deepwater Horizon (2016)
- The Descendants (2011)
- Despicable Me (2010)
- Despicable Me 2 (2013)
- Despicable Me 3 (2017)
- Deux jours, une nuit (2014)
- The Disaster Artist (2017)
- Divergent (2014)
- The Divergent Series: Allegiant (2016)
- The Divergent Series: Insurgent (2015)
- Django Unchained (2012)
- Doctor Strange (2016)
- Dog Days (2018)
- Dolemite Is My Name (2019)
- Dolor y gloria (2019)
- The Domino Effect (2012)
- Downsizing (2017)
- Drive (2011)
- Dumbo (2019)
- Due Date (2010)
- Dunkirk (2017)

## E
- Early Man (2018)
- Easy A (2010)
- Edge of Darkness (2010)
- Eighth Grade (2018)
- Elle (2016)
- End of Watch (2012)
- Epic (2013)
- Everest (2015)
- The Expendables (2010)
- The Expendables 2 (2012)
- The Expendables 3 (2014)
- Ex Machina (2015)
- Extremely Loud & Incredibly Close (2011)
- Eye in the Sky (2015)

## F
- Fantastic Beasts and Where to Find Them (2016)
- Fantastic Beasts: The Crimes of Grindelwald (2018)
- The Farewell (2019)
- Fast & Furious 6 (2013)
- Fast Five (2011)
- The Fate of the Furious (2013)
- The Fault in Our Stars (2014)
- The Favourite (2018)
- Fences (2016)
- Ferdinand (2017)
- Le Fidèle (2017)
- Fifty Shades Darker (2017)
- Fifty Shades Freed (2018)
- Fifty Shades of Grey (2015)
- The Fighter (2010)
- Final Destination 5 (2011)
- Finding Dory (2016)
- First Man (2018)
- First Mission (2010)
- First Reformed (2017)
- Flight (2012)
- Florence Foster Jenkins (2016)
- The Florida Project (2017)
- Ford v Ferrari (2019)
- Four Lions (2010)
- Foxcatcher (2014)
- Frankenweenie (2012)
- From Paris with Love (2010)
- Frozen (2013)
- Frozen II (2019)
- Fruitvale Station (2013)
- Fuocoammare (2016)
- Furious 7 (2015)
- Fury (2014)

## G
- G.I. Joe: Retaliation (2013)
- Le Gamin au vélo (2011)
- Gangsterboys (2010)
- Gasland (2010)
- Het Geheim (2010)
- De gelukkige huisvrouw (2010)
- Get Out (2017)
- A Ghost Story (2017)
- The Ghost Writer (2010)
- Ghostbusters (2016)
- Girl (2018)
- The Girl on the Train (2016)
- The Girl with the Dragon Tattoo (2011)
- Girls Trip (2017)
- Glass (2019)
- Gluckauf (2015)
- Godzilla (2014)
- Godzilla: King of the Monsters (2019)
- Gone Girl (2014)
- Good Boys (2019)
- The Good Dinosaur (2015)
- Gooische Vrouwen (2011)
- The Grand Budapest Hotel (2014)
- Grand Central (2013)
- La grande bellezza (2013)
- Grandma (2015)
- Gravity (2013)
- The Great Gatsby (2013)
- The Greatest Showman (2017)
- Green Book (2018)
- Green Zone (2010)
- Green Lantern (2011)
- Greenberg (2010)
- The Grinch (2018)
- Grown Ups (2010)
- Grown Ups 2 (2013)
- Guardians of the Galaxy (2014)
- Guardians of the Galaxy Vol. 2 (2017)

## H
- Hacksaw Ridge (2016)
- Hævnen (2010)
- Hail, Caesar! (2016)
- Halloween (2018)
- The Handmaiden (2016)
- The Hangover Part III (2013)
- Harriet (2019)
- Harry Potter en de Relieken van de Dood deel 1 (2010)
- Harry Potter en de Relieken van de Dood deel 2 (2011)
- Hasta la vista (2011)
- The Hateful Eight (2015)
- Le Havre (2011)
- Hearat Shulayim (2011)
- The Heat (2013)
- De Heineken Ontvoering (2011)
- Hell or High Water (2016)
- De Helleveeg (2016)
- The Help (2011)
- Hemel (2012)
- Hemel op aarde (2013)
- Her (2013)
- Hereafter (2010)
- Hereditary (2018)
- Hidden Figures (2016)
- Hitchcock (2012)
- The Hobbit: An Unexpected Journey (2012)
- The Hobbit: The Desolation of Smaug (2013)
- The Hobbit: The Battle of the Five Armies (2014)
- Hobbs & Shaw (2019)
- Hoje Eu Quero Voltar Sozinho (2014)
- Home (2015)
- Des hommes et des dieux (2010)
- Honey Boy (2019)
- Hop (2011)
- Horrible Bosses (2011)
- Hotel Transylvania (2012)
- Hotel Transylvania 2 (2015)
- Hotel Transylvania 3 (2018)
- How to Train Your Dragon (2010)
- How to Train Your Dragon 2 (2014)
- How to Train Your Dragon: The Hidden World (2019)
- Hugo (2011)
- Het Huis Anubis en de terugkeer van Sibuna (2010)
- The Hunger Games (2012)
- The Hunger Games: Catching Fire (2013)
- The Hunger Games: Mockingjay - Part 1 (2014)
- The Hunger Games: Mockingjay - Part 2 (2015)
- Hustlers (2019)

## I
- I, Daniel Blake (2016)
- I Smile Back (2015)
- I, Tonya (2017)
- Ice Age: Collision Course (2016)
- Ice Age: Continental Drift (2012)
- Ida (2013)
- Identity Thief (2013)
- The Ides of March (2011)
- Iep! (2010)
- If Beale Street Could Talk (2018)
- Illégal (2010)
- L'Illusionniste (2010)
- The Imitation Game (2014)
- The Impossible (2012)
- In Blue (2017)
- In Darkness (2011)
- Incendies (2010)
- Inception (2010)
- Incredibles 2 (2018)
- Independence Day: Resurgence (2016)
- Inherent Vice (2014)
- Inside Llewyn Davis (2013)
- Inside Out (2015)
- Instinct (2019)
- L'Insulte (2017)
- Interstellar (2014)
- Into the Woods (2014)
- Intouchables (2011)
- The Irishman (2019)
- The Iron Lady (2011)
- Iron Man 2 (2010)
- Iron Man 3 (2013)
- Isle of Dogs (2018)
- It (2017)
- It Chapter Two (2019)
- It Follows (2014)

## J
- J. Edgar (2011)
- Jackass 3D (2010)
- Jackie (2016)
- Jagten (2012)
- Jason Bourne (2016)
- Je compte sur vous (2015)
- John Wick (2014)
- John Wick: Chapter 2 (2017)
- John Wick: Chapter 3 – Parabellum (2019)
- Jojo Rabbit (2019)
- Joker (2019)
- Jonah Hex (2010)
- Journey 2: The Mysterious Island (2012)
- Joy (2010)
- Joy (2015)
- The Judge (2014)
- Judy (2019)
- Jumanji: The Next Level (2019)
- Jumanji: Welcome to the Jungle (2017)
- The Jungle Book (2016)
- Jurassic World (2015)
- Jurassic World: Fallen Kingdom (2018)
- Just Go with It (2011)
- Just Mercy (2019)
- Justice League (2017)

## K
- K3 Bengeltjes (2012)
- K3 Dierenhotel (2014)
- The Karate Kid (2010)
- Kauwboy (2012)
- Kick-Ass (2010)
- Kick-Ass 2 (2013)
- The Kids Are All Right (2010)
- The Killer Inside Me (2010)
- Killers (2010)
- Kingsman: The Secret Service (2014)
- The King's Speech (2010)
- Klaus (2019)
- Knielen op een bed violen (2016)
- Knight and Day (2010)
- Knives Out (2019)
- Kom niet aan mijn kinderen (2010)
- Kon-Tiki (2012)
- Kong: Skull Island (2017)
- En kongelig affære (2012)
- Krigen (2015)
- De Kronieken van Narnia: De reis van het drakenschip (2010)
- Kubo and the Two Strings (2016)
- Kung Fu Panda 2 (2011)
- Kung Fu Panda 3 (2016)

## L
- La La Land (2016)
- Lady Bird (2017)
- Lady Macbeth (2016)
- The Last Airbender (2010)
- The Last Song (2010)
- Layla M. (2016)
- Leave No Trace (2018)
- The Legend of Tarzan (2016)
- The Lego Batman Movie (2017)
- The Lego Movie (2014)
- The Lego Movie 2: The Second Part (2019)
- Let Me In (2010)
- Leviathan (2014)
- Life Is an Art (2010)
- Life Is But a Dream (2013)
- Life of Pi (2012)
- The Lighthouse (2019)
- Limitless (2011)
- Lincoln (2012)
- Lion (2016)
- The Lion King (2019)
- Little Fockers (2010)
- Little Women (2019)
- The Lobster (2015)
- Locke (2013)
- Loft (2010)
- Logan (2017)
- Logan Lucky (2017)
- The Lone Ranger (2013)
- Looper (2012)
- The Lorax (2012)
- Loving (2016)
- Loving Vincent (2017)
- Lucia de B. (2014)
- Lucy (2014)

## M
- Ma vie de Courgette (2016)
- Machete (2010)
- Mad Max: Fury Road (2015)
- Madagascar 3: Europe's Most Wanted (2012)
- Magic Mike (2012)
- Majesteit (2010)
- Maleficent (2014)
- Maleficent: Mistress of Evil (2019)
- Mamma Mia! Here We Go Again (2018)
- Man of Steel (2013)
- En man som heter Ove (2015)
- Manchester by the Sea (2016)
- Mandariinid (2013)
- De Marathon (2012)
- Margin Call (2011)
- Marriage Story (2019)
- The Martian (2015)
- Mars Needs Moms (2011)
- Mary Poppins Returns (2018)
- Mary Queen of Scots (2013)
- The Master (2012)
- The Maze Runner (2014)
- The Meg (2018)
- Mega Mindy en het Zwarte Kristal (2010)
- Megamind (2010)
- Het meisje en de dood (2012)
- Men in Black III (2012)
- Mid90s (2018)
- Midnight in Paris (2011)
- Midsommar (2019)
- Minions (2015)
- Les Misérables (2012)
- Les Misérables (2019)
- Missing Link (2019)
- Mission: Impossible – Fallout (2018)
- Mission: Impossible – Ghost Protocol (2013)
- Mission: Impossible – Rogue Nation (2015)
- Mississippi Grind (2015)
- Moana (2016)
- Molly's Game (2017)
- Moonlight (2016)
- Moonrise Kingdom (2012)
- Moneyball (2011)
- Monk (2017)
- Monsieur Lazhar (2011)
- Monsters (2010)
- Monsters University (2013)
- Morris from America (2016)
- The Mortal Instruments: City of Bones (2013)
- A Most Violent Year (2014)
- A Most Wanted Man (2014)
- Mother! (2017)
- Motherless Brooklyn (2019)
- Mr. Peabody & Sherman (2014)
- Mr. Turner (2014)
- Mud (2012)
- Mudbound (2017)
- Una mujer fantástica (2017)
- The Mule (2018)
- The Muppets (2011)
- Muppets Most Wanted (2014)
- Murder on the Orient Express (2017)
- Mustang (2015)
- My Reincarnation (2010)
- My Week with Marilyn (2011)

## N
- Nanny McPhee and the Big Bang (2010)
- Nebraska (2013)
- Neighbors (2014)
- Nelyubov (2017)
- Nena (2014)
- New Kids Nitro (2011)
- New Kids Turbo (2010)
- New Year's Eve (2011)
- Niemand in de stad (2018)
- Night at the Museum: Secret of the Tomb (2014)
- Nightcrawler (2014)
- A Nightmare on Elm Street (2010)
- Nocturnal Animals (2016)
- Noordzee, Texas (2011)
- Nova Zembla (2011)
- Now You See Me (2013)
- The Nun (2018)

## O
- Ocean's 8 (2018)
- The Old Man & the Gun (2018)
- On the Road (2012)
- Once Upon a Time in Hollywood (2019)
- Once Upon a Time in Tibet (2010)
- One Direction: This Is Us (2013)
- The Other Guys (2010)
- Oz the Great and Powerful (2013)

## P
- Paper Towns (2015)
- The Paradise Suite (2015)
- Paranormal Activity 2 (2010)
- Paranormal Activity 3 (2011)
- Paranormal Activity 4 (2012)
- ParaNorman (2012)
- Parasite (2019)
- Passengers (2016)
- À perdre la raison (2012)
- Percy Jackson & the Olympians: The Lightning Thief (2010)
- Percy Jackson: Sea of Monsters (2013)
- The Perks of Being a Wallflower (2012)
- The Personal History of David Copperfield (2019)
- Pete's Dragon (2016)
- Peter Rabbit (2018)
- Phantom Thread (2017)
- Philomena (2013)
- Pina (2011)
- Piranha 3-D (2010)
- The Pirates! Band of Misfits (2012)
- Pirates of the Caribbean: Dead Men Tell No Tales (2017)
- Pirates of the Caribbean: On Stranger Tides (2011)
- Pitch Perfect (2012)
- Pitch Perfect 2 (2015)
- The Place Beyond the Pines (2012)
- Plan C (2012)
- Pokémon 13: Zoroark - Meester der Illusie (2010)
- Pokémon Detective Pikachu (2019)
- Portrait de la jeune fille en feu (2019)
- The Post (2017)
- Pride (2014)
- The Prince (2014)
- Prince of Persia: The Sands of Time (2010)
- Prisoners (2013)
- Prometheus (2012)
- Puss in Boots (2011)

## Q
- Quartet (2012)
- A Quiet Place (2018)

## R
- Rabat (2011)
- Rabbit Hole (2010)
- Ralph Breaks the Internet (2018)
- Rango (2011)
- Rapunzel (2010)
- Ready Player One (2018)
- Real Steel (2011)
- RED (2010)
- The Red Turtle (2016)
- Relatos salvajes (2014)
- Remember Me (2010)
- Repo Men (2010)
- The Report (2019)
- Resident Evil: Afterlife (2010)
- Restrepo (2010)
- The Revenant (2015)
- Richard Jewell (2019)
- Ride Along (2014)
- Rise of the Guardians (2012)
- Rise of the Planet of the Apes (2011)
- Robin Hood (2010)
- Rio (2011)
- Rio 2 (2014)
- Rocketman (2019)
- Rogue One: A Star Wars Story (2016)
- Roma (2018)
- Roman J. Israel, Esq. (2017)
- Room (2015)
- De rouille et d'os (2012)
- Rundskop (2011)
- Rush (2013)

## S
- Safe Haven (2013)
- Safe House (2012)
- The Salesman (2016)
- Salmon Fishing in the Yemen (2011)
- Salt (2010)
- San Andreas (2015)
- Saul fia (2015)
- Saving Mr. Banks (2013)
- Schemer (2010)
- Scream 4 (2011)
- Secretariat (2010)
- Selma (2014)
- A Separation (2011)
- The Secret Life of Pets (2016)
- The Secret Life of Walter Mitty (2013)
- Senna (2010)
- The Sessions (2012)
- Sex and the City 2 (2010)
- Shame (2011)
- The Shape of Water (2017)
- Shaun the Sheep Movie (2015)
- Shazam! (2019)
- Shoplifters (2018)
- Short Term 12 (2013)
- Shrek Forever After (2010)
- Shutter Island (2010)
- Sicario (2015)
- Silence (2016)
- Silver Linings Playbook (2012)
- Sing (2016)
- Sint (2010)
- Skyfall (2012)
- Smallfoot (2018)
- De Smurfen (2011)
- Snow White and the Huntsman (2012)
- Snowpiercer (2013)
- The Social Network (2010)
- Solo: A Star Wars Story (2018)
- Somewhere (2010)
- Song of the Sea (2014)
- Sonny Boy (2011)
- Sorry to Bother You (2018)
- Sound of Metal (2019)
- Source Code (2011)
- The Spectacular Now (2013)
- Spectre (2015)
- Spider-Man: Far From Home (2019)
- Spider-Man: Homecoming (2017)
- Spider-Man: Into the Spider-Verse (2018)
- Spijt! (2013)
- Split (2016)
- The SpongeBob Movie: Sponge Out of Water (2015)
- Spotlight (2015)
- Spy (2015)
- The Spy Next Door (2010)
- The Square (2017)
- St. Vincent (2014)
- A Star Is Born (2018)
- Star Trek: Beyond (2016)
- Star Trek: Into Darkness (2013)
- Star Wars: Episode VII: The Force Awakens (2015)
- Star Wars: Episode VIII: The Last Jedi (2017)
- Star Wars: Episode IX: The Rise of Skywalker (2019)
- Steve Jobs (2015)
- Still Alice (2014)
- Stone (2010)
- Storks (2016)
- Straight Outta Compton (2015)
- Sucker Punch (2011)
- Suicide Squad (2016)
- Sully (2016)
- Super 8 (2011)
- De surprise (2015)
- Süskind (2012)

## T
- Take Shelter (2011)
- Taken 2 (2012)
- The Tale of the Princess Kaguya (2014)
- Tangerine (2015)
- Tangled (2010)
- Ted (2012)
- Ted 2 (2015)
- Teenage Mutant Ninja Turtles (2014)
- Terminator Genisys (2015)
- De terugkeer van de wespendief (2017)
- Testről és lélekről (2017)
- Theeb (2014)
- The Theory of Everything (2014)
- Thor (2011)
- Thor: The Dark World (2013)
- Thor: Ragnarok (2017)
- Three Billboards Outside Ebbing, Missouri (2017)
- Tiger House (2015)
- Timbuktu (2014)
- Tinker Tailor Soldier Spy (2011)
- Tirza (2010)
- To Rome with Love (2012)
- Toni Erdmann (2016)
- The Tourist (2010)
- Le Tout Nouveau Testament (2015)
- The Town (2010)
- Toy Story 3 (2010)
- Toy Story 4 (2019)
- The Tree of Life (2011)
- Trainwreck (2015)
- Transformers: Age of Extinction (2014)
- Transformers: Dark of the Moon (2011)
- Transformers: The Last Knight (2017)
- Trolls (2016)
- Tron: Legacy (2010)
- True Grit (2010)
- Trumbo (2015)
- Turbo (2013)
- Twenty8k (2012)
- The Twilight Saga: Eclipse (2010)
- The Twilight Saga: Breaking Dawn Part 1 (2011)
- The Twilight Saga: Breaking Dawn Part 2 (2012)
- The Two Popes (2019)

## U
- Unbroken (2014)
- Uncut Gems (2019)
- Undefeated (2011)
- Under sandet (2015)
- Under the Skin (2013)
- Us (2019)

## V
- Vaiana (2016)
- Valentine's Day (2010)
- Venom (2018)
- Verloren jaren (2010)
- Vice (2018)
- Victoria (2015)
- Victoria (2016)
- Victoria and Abdul (2017)
- La vie d'Adèle (2013)
- De vliegenierster van Kazbek (2010)
- The Vow (2012)

## W
- Wadjda (2012)
- Waiting for Forever (2010)
- Wall Street: Money Never Sleeps (2010)
- War for the Planet of the Apes (2017)
- War Horse (2011)
- Warm Bodies (2013)
- Warrior (2011)
- The Way Back (2010)
- We're the Millers (2013)
- Werk ohne Autor (2018)
- When in Rome (2010)
- When Marnie Was There (2014)
- While We're Young (2014)
- Whiplash (2014)
- Wild (2014)
- The Wind Rises (2013)
- Wind River (2017)
- Winnie de Poeh (2011)
- Winter's Bone (2010)
- Wolf (2013)
- The Wolf of Wall Street (2013)
- The Wolfman (2010)
- The Wolverine (2013)
- Woman in Gold (2015)
- Wonder (2017)
- Wonder Woman (2017)
- World War Z (2013)
- Wreck-It Ralph (2013)

## X
- X-Men: Apocalypse (2016)
- X-Men: Dark Phoenix (2019)
- X-Men: Days of Future Past (2014)
- X-Men: First Class (2011)

## Y
- Yesterday (2019)
- Yogi Bear (2010)
- You Were Never Really Here (2017)
- Youth (2015)

## Z
- Zapped (2014)
- Zero Dark Thirty (2012)
- Zimna wojna (2018)
- Zootropolis (2016)
- Zot van A. (2010)
- Zwart water (2010)